# Migliori prestazioni italiane nella maratona

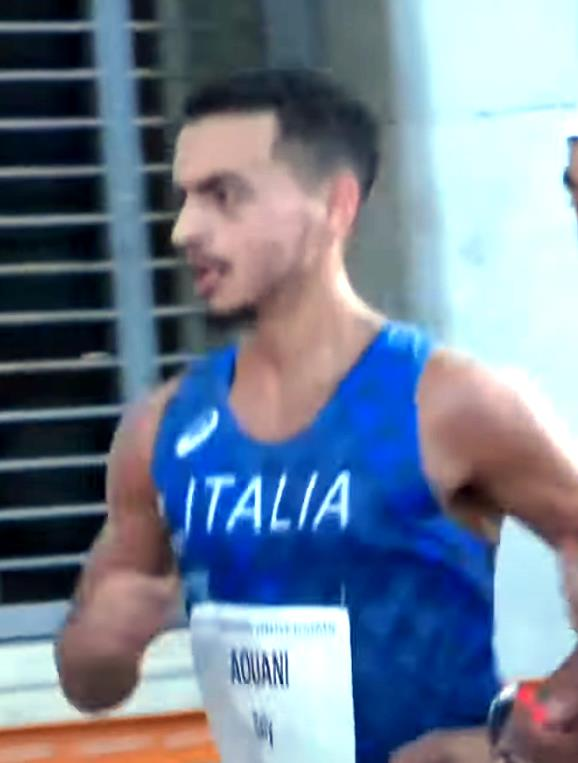
Iliass Aouani, ex detentore del record italiano della maratona

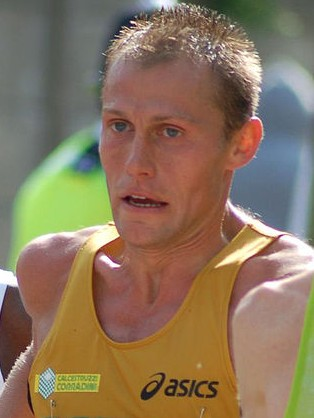
Stefano Baldini, ex primatista italiano di maratona e campione olimpico ad

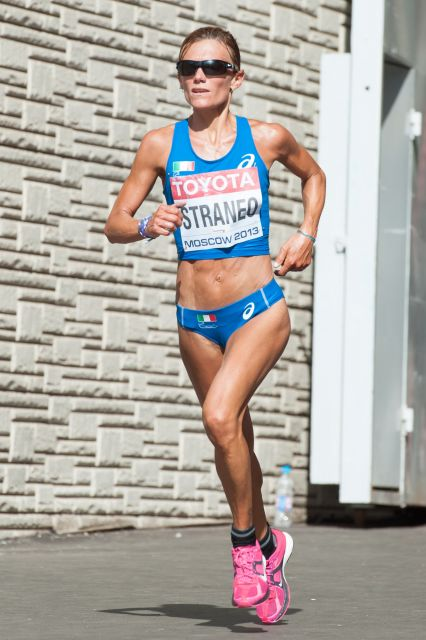
Valeria Straneo, ex detentrice del record nazionale di specialità

La lista delle migliori prestazioni italiane nella maratona raccoglie i migliori risultati di tutti i tempi degli atleti italiani nella specialità della maratona.

## Maschili
Statistiche aggiornate al 18 febbraio 2024.
|     | Tempo    | Atleta               | Luogo    | Data             |
| --- | -------- | -------------------- | -------- | ---------------- |
| 1.  | 2h05'24" | Yohanes Chiappinelli | Valencia | 1 Dicembre 2024  |
| 2.  | 2h06'06" | Yemaneberhan Crippa  | Siviglia | 18 Febbraio 2024 |
| 2.  | 2h06'06" | Iliass Aouani        | Valencia | 1 Dicembre 2024  |
| 4.  | 2h07'07" | Eyob Faniel          | Siviglia | 18 Febbraio 2024 |
| 5.  | 2h07'22" | Stefano Baldini      | Londra   | 23 Aprile 2006   |
| 6.  | 2h07'35" | Nekagenet Crippa     | Valencia | 17 Novembre 2023 |
| 7.  | 2h07'37" | Pietro Riva          | Valencia | 1 Dicembre 2024  |
| 8.  | 2h07'49" | Daniele Meucci       | Siviglia | 18 Febbraio 2024 |
| 9.  | 2h07'52" | Giacomo Leone        | Ōtsu     | 4 Marzo 2001     |
| 10. | 2h08'02" | Alberico Di Cecco    | Roma     | 13 Marzo 2005    |

## Femminili
Statistiche aggiornate al 3 dicembre 2023.
|     | Tempo    | Atleta           | Luogo     | Data              |
| --- | -------- | ---------------- | --------- | ----------------- |
| 1.  | 2h23'16" | Sofiia Yaremchuk | Valencia  | 3 dicembre 2023   |
| 2.  | 2h23'44" | Valeria Straneo  | Rotterdam | 15 aprile 2012    |
| 3.  | 2h23'46" | Giovanna Epis    | Amburgo   | 23 aprile 2023    |
| 4.  | 2h23'47" | Maura Viceconte  | Vienna    | 21 maggio 2000    |
| 5.  | 2h24'00" | Sara Dossena     | Nagoya    | 10 marzo 2019     |
| 6.  | 2h25'17" | Franca Fiacconi  | New York  | 1º novembre 1998  |
| 7.  | 2h25'28" | Bruna Genovese   | Boston    | 17 aprile 2006    |
| 8.  | 2h25'32" | Anna Incerti     | Berlino   | 25 settembre 2011 |
| 9.  | 2h25'57" | Maria Guida      | Carpi     | 10 ottobre 1999   |
| 10. | 2h26'10" | Rosaria Console  | Berlino   | 25 settembre 2011 |